# Universidad de Dodoma
La Universidad de Dodoma (en suajili, Chuo Kikuu cha Dodoma) es una universidad pública de Tanzania creada en 2007, situada a 8 kilómetros de Dodoma.